# 奧拉里鄉 (普拉霍瓦縣)
44°47′N 26°12′E / 44.783°N 26.200°E
奧拉里鄉（羅馬尼亞語：Comuna Olari, Prahova），是羅馬尼亞的鄉份，位於該國中南部，由普拉霍瓦縣負責管轄，處於布加勒斯特以北40公里，每年平均降雨量971毫米，海拔高度87米，2007年人口2,129。